# Championnat d'Écosse de football de deuxième division 2022-2023
 (mai 2024).
Si vous disposez d'ouvrages ou d'articles de référence ou si vous connaissez des sites web de qualité traitant du thème abordé ici, merci de compléter l'article en donnant les références utiles à sa vérifiabilité et en les liant à la section « Notes et références ».
Navigation
Édition précédente Édition suivante
Le championnat d'Écosse de football de 2e division 2022-2023 (ou Scottish Championship), est la 117e édition du Championnat d'Écosse de football de deuxième division. Il s'agit de la 10e édition de ce championnat sous cette nouvelle formule depuis la réforme du football écossais de 2013.

## Clubs participants à l'édition 2022-2023
| \| Arbroath Ayr United Cove Rangers Dundee Morton Hamilton Academical Inverness CT Partick Thistle Queen's Park Raith Rovers \| Localisation des clubs engagés dans le championnat. |
| Arbroath Ayr United Cove Rangers Dundee Morton Hamilton Academical Inverness CT Partick Thistle Queen's Park Raith Rovers                                                           |

| Club                         | Classement 2021-2022          | Entraîneur      | Stade              | Capacité théorique | Ville     |
| ---------------------------- | ----------------------------- | --------------- | ------------------ | ------------------ | --------- |
| Dundee FC                    | 12e Scottish Premiership (SP) | Mark McGhee     | Dens Park          | 11 856             | Dundee    |
| Arbroath FC                  | 2e                            | Dick Campbell   | Gayfield Park      | 6 600              | Arbroath  |
| Inverness Caledonian Thistle | 3e                            | Billy Dodds     | Caledonian Stadium | 7 819              | Inverness |
| Partick Thistle              | 4e                            | Ian McCall      | Firhill Stadium    | 10 887             | Glasgow   |
| Raith Rovers                 | 5e                            | Ian Murray      | Stark's Park       | 8 867              | Kirkcaldy |
| Hamilton Academical          | 6e                            | John Rankin     | New Douglas Park   | 6 018              | Hamilton  |
| Greenock Morton              | 7e                            | Dougie Imrie    | Cappielow          | 11 589             | Greenock  |
| Ayr United                   | 8e                            | Lee Bullen      | Somerset Park      | 10 185             | Ayr       |
| Cove Rangers                 | 1er League One (D3)           | Jim McIntyre    | Balmoral Stadium   | 3 023              | Cove Bay  |
| Queen's Park                 | 4e League One (D3)            | Callum Davidson | Hampden Park       | 51 866             | Glasgow   |

## Compétition
La saison compte 36 journées, chaque équipe affrontant quatre fois toutes les autres équipes.

### Règlement
Le classement est établi sur le barème de points classique (victoire à 3 points, match nul à 1, défaite à 0). Les clubs à égalité en nombre de points sont départagés en fonction des critères suivants :
1. Plus grande différence de buts générale ;
2. Plus grand nombre de buts marqués ;
3. Confrontations directes entre les équipes : 
  1. points terrain ;
  2. différence de buts particulière ;
  3. nombre de buts inscrits.
4. Dans le cas où l'égalité persiste et où une place de promotion/relégation est en jeu, les équipes se départagent lors d'un match d'appui sur terrain neutre ; sinon (place ne présentant aucun enjeu), elles sont déclarées ex aequo.

### Classement général
| Rang | Équipe                       | Pts | J  | G  | N  | P  | Bp | Bc | Diff |
| ---- | ---------------------------- | --- | -- | -- | -- | -- | -- | -- | ---- |
| 1    | Dundee FC R                  | 63  | 36 | 17 | 12 | 7  | 66 | 40 | +26  |
| 2    | Ayr United                   | 58  | 36 | 16 | 10 | 10 | 61 | 43 | +18  |
| 3    | Queen's Park P               | 58  | 36 | 17 | 7  | 12 | 63 | 52 | +11  |
| 4    | Partick Thistle              | 57  | 36 | 16 | 9  | 12 | 65 | 45 | +20  |
| 5    | Greenock Morton              | 57  | 36 | 15 | 12 | 9  | 53 | 43 | +10  |
| 6    | Inverness Caledonian Thistle | 55  | 36 | 15 | 10 | 11 | 52 | 47 | +5   |
| 7    | Raith Rovers                 | 43  | 36 | 11 | 10 | 15 | 46 | 49 | -3   |
| 8    | Arbroath FC                  | 34  | 36 | 6  | 16 | 14 | 29 | 47 | -18  |
| 9    | Hamilton Academical          | 31  | 36 | 7  | 10 | 19 | 31 | 63 | -32  |
| 10   | Cove Rangers P               | 31  | 36 | 7  | 10 | 19 | 38 | 75 | -37  |

Promotions
- Promotion en Scottish Premiership
- Qualification pour les barrages de promotion

Relégations
- Relégation en Scottish League One
- Barrages de relégation

Abréviations
- R : Relégué de Scottish Premiership 2021-2022
- P : Promus de Scottish League One 2021-2022

### Barrages de promotion/relégation en D1/D2
Les équipes classées deuxième, troisième et quatrième participent aux barrages. Si une de ces équipes remporte cette compétition prenant la forme d'une coupe en matches aller-retour, elle accède à la division supérieure.
La quatrième équipe participante est l'équipe ayant terminé à l'avant-dernière place de la division supérieure. L'équipe qui remporte les barrages jouera la saison 2023-2024 en première division. La perdante en deuxième division.